# 陶庫
陶庫（とうこ）とは、栃木県芳賀郡益子町にある、主に益子焼を販売している陶器販売店及び陶器ギャラリーである。
別名称として「陶器ギャラリー 陶庫」や「セラミックギャラリー・陶庫」の名称も使われていた。
法人名は「有限会社 陶庫」。
肥料商から益子焼の伝統釉薬である「柿釉」の原料となる「芦沼石」の販売を通じて、大正時代に建てられた大谷石と芦沼石を用いた蔵を使用した陶器販売店「陶庫」を開いた経緯を持つ、益子町の老舗店の一つである。

## 沿革

### 肥料商・塚本菊次郎商店
1889年（明治31年）、現在の「益子焼つかもと」の創業者である塚本利平の次男であった塚本菊次郎（慶応3年3月 - ?）が独立し「塚本菊次郎商店」を開業したのが始まりとされる。
最初期は呉服屋を営んでいたが、大正時代の末期に肥料商を営み始める
。そして昭和に入り、益子町町議会議員も務めた菊次郎の次男である2代目・塚本茂一
（1898年（明治31年）2月 - ?）へと受け継がれていった。

### 「柿釉」の原料・芦沼石
明治の半ば頃、登り窯に蓋をする煉瓦の代わりの石として使われていたとある石が、偶然登り窯の高熱から溶け出し色が茶褐色に釉薬のような肌目で赤く染まった。そしてこの石を粉末にして素焼きの陶器の生地に掛けて焼いたところ、赤茶色の陶器となった。こうしてこの石は焼き物の釉薬として見出された。この益子の北部の元・七井村大字芦沼「小宅（おやけ）」で採掘されていた凝灰岩「芦沼石（あしぬまいし）」を砕いて「赤粉」として使用した。芦沼の山林を所有していたことから、塚本菊次郎商店2代目・茂一より取り扱うようになり、全国的に販売されるようになった。
芦沼石を用いた釉薬は干し柿の赤茶色をしていたことから濱田庄司により「柿釉」
（「かきゆう」、もしくは「かきぐすり」）と名付けられた。
芦沼石に含まれる鉄分から醸し出される独特の明るい赤茶色は「益子でしか出せない」と珍重された。そして「柿釉」は益子焼特有の、益子焼を代表する釉薬となった。
「柿釉」は鉄分を含む芦沼石が窯で焼かれると表面がガラス質になるため耐水性と保温性が他の釉薬に比べて高いことから、益子産の水がめや漬け物壺などの日用雑器に塗られ、また降雪地域、特に東北地方の建材・屋根瓦の釉薬としても使用された。現在でも東北では赤茶色をした屋根を見ることが出来る。また釉薬の材料として笠間焼の窯元や東京藝術大学、そして濱田庄司の「民藝運動」の同志であった河井寛次郎にも販売されていた。
こうして塚本肥料店は製陶業にも関わるようになり、窯業界にも貢献するようになっていった。

### 「陶庫」開店
塚本肥料店では肥料販売のみならず、米の集荷も行っていたが、戦後は農協が出来て、減反政策や農業の衰退もあり、農業関連の商売をしていくのが難しい時代となった。縫製工場や観光ぶどう園などの経営も行い、新しい商売を模索していた。
昭和40年代の頃、濱田庄司の影響により、益子町は民藝ブームに湧くようになり、観光客がやってくるようになった。そして1966年（昭和41年）、「益子焼窯元共販センター」が開かれ、共販センターで「陶器市」（後の「益子陶器市」）が開催されるようになった。
当時の塚本肥料店3代目当主である茂一の三男・塚本央（つかもと なかば、1929年（昭和4年）10月23日 - 2023年（令和5年）10月6日、享年93）は肥料商が斜陽産業になることを見越し、「柿釉」の「赤粉」販売を通じて知り合った焼き物関係の人々と交友を深めていった。そしてその繋がりから「焼き物を置いて販売してみたらどうか」という声が上がり、塚本肥料店の蔵を改修して焼き物の品が置かれるようになった。そして焼き物関係の人たちが包装紙をデザインしたり、店舗名も考えた。また親戚筋となる「塚本製陶所」（現在の「益子焼つかもと」）の協力も得た。
こうして1974年（昭和49年）10月8日、米蔵として使用していた大谷石の蔵を改装し、央を代表として「陶庫城内つかもと」が開店した。
そして1995年（平成7年）、剥き出しの天然木の梁がある、代々使用していた大谷石の蔵や店舗などの肥料商時代の面影を残した建築を生かしながら、展示販売を行うギャラリースペースを増やし、お洒落な雰囲気に改装し、同年4月22日、新装オープンした。同年、那須野が原ハーモニーホールと共に「マロニエ建築賞」を受賞した。

### 益子焼で「本当の豊さ」を
塚本央の長男として益子町に生まれた塚本倫行（つかもと のりゆき、1962年（昭和37年） - ）は「末っ子長男」であったが幼い頃から跡継ぎとして育てられた。1986年（昭和61年）、大学を卒業後、「陶庫」に入社。肥料商「塚本商店」から4代目、そして2代目として「陶庫」を継いだ。
倫行は「日本の焼き物業界の行く末」を憂いていた。1990年代後半から日本の焼き物業界全体の売上が減っていた。昔は販売店も力があったのでデザイン性や表現性を重視した展覧会を開いていたが、徐々にアート重視の作品が売れなくなっていた。有田も瀬戸も美濃も、その土地で採取した土や釉薬を用いて作陶していたからこそ、その土地土地での陶器文化が発展していった。しかしどのように表現したいかを重要視するあまり、益子で瀬戸の土や釉薬を用いて作陶されたり、美濃で益子焼風の美濃焼を磁器で製作し商品化されてしまうことが起こった。陶器の売上減少は益子だけの問題ではなく、日本全国どこで買っても似たような器が買えるようになった結果、全国各地の陶器産業地で起こっていた「焼き物不況」であった。
そこで倫行は原点に立ち返り、デザイン性よりも実用性を、そして益子の土と益子の釉薬という「益子の地の素材」を用いて、自社の窯元から安定供給が出来るようにしていった。その一方で陶器に求められるニーズは時代と共に変わる。芸術性よりも工芸的なものが求められるようになる。しかし伝統工芸品として甘んじていたら、益子焼である必然性は無くなってしまい、今のままでは確実に焼き物文化自体が無くなってしまう。これらの危機感から、倫行は「陶庫」を中心として、益子町で「益子焼のブランド化」や町内でのバイヤー向けの益子焼見本市、そして町内のレストランや飲食店での益子焼の積極的な利用など、様々な施策を企画し講じていった。
その一方で平成に入った2000年代頃、月に一回の第3木曜日、営業時間を終えた「陶庫」の一角を、益子や笠間の若い陶芸家たちに意見交換会の場として提供した。当時30代の若手陶芸家であった岩見晋介や竹下鹿丸や饗庭孝昌など、様々な若者たちが参加し、陶芸界の現状と益子焼の陶芸素材の可能性、そして自分たちの目指す作陶活動の方向性など、時には深夜にまで及びながら様々な議論を戦わせ、「将来の益子を担う陶芸家」を育む一端を担った。
そして父・央が合田好道の作陶活動のために支援し創設された「合田陶器研究所」を引き継ぐ形で、合田の足跡を後世に残し、そして合田の一番の理解者であった益子焼の陶工・和田安雄の名を後世に残すべく「和田窯」を開窯。2007年（平成19年）には陶器販売店「陶庫」の法人組織「有限会社 陶庫」との合併を行い「道祖土和田窯」（さやど わだがま）を設立。「陶庫」の自社窯元として「陶庫」自社ブランド製品を開発作陶を行うようになった。
2019年（平成31年）1月には益子焼の新ブランド「BOTE&SUTTO」の商品開発を、プロダクトデザイナー・深澤直人や「濱田窯」3代目・濱田友緒、「清窯」2代目・大塚一弘と共に担当し発売。その販売を始めた
そして2021年（令和3年）に、もともと持っていた「真の豊かさを模索する」を「陶庫」の企業理念として掲げ、自分たちだけが良ければいいという時代は終わったと考え、企業として社会に対し達成すべき使命と目的と目標として「共に生きる世界を目指す」事を掲げた。益子焼や陶磁器が生活の中で果たす役割として、経済的な豊さだけではなく精神的な豊かさを感じて貰いたいと考えた結論の企業理念であった。
戦後しばらくは水瓶やすり鉢に用いられ、民藝ブームに乗り多く使われていた益子焼の伝統釉「柿釉」は、その後、好みの多様化により一時期は「古臭い」と敬遠されていた。時には枯渇した訳でもないのに採算が合わないと、芦沼石の採掘が滞る事もあった。それでも平成に入った2000年代頃より、益子の陶芸家志望の若い人たちにより「柿釉」が見直され始めた。そして「陶庫」では数多く開かれている展覧会と共に、定期的に「芦沼石」と「柿釉」を題材とした展覧会を開催し、益子焼の伝統釉薬である「柿釉」を広め、見直し新たな可能性を探り追求している。

## 主な取り扱い作家
- 饗庭孝昌[23][71]
- 今成誠一：塵庵／今成窯[84][85]
- 岩見晋介[72][69][70]
- 大塚一弘：清窯[25][86]
- 大塚雅淑：健一窯[6][25][87]
- 大塚菜緒子：健一窯[88]
- 小野正穂[89][90]
- 小野優子[91][92]
- 笠原良子[93][94]
- 南雲英則[95][96]
- 萩原芳典[97]：萩原製陶所[6][10][25][98]
- 堀水小夜[99][100]
- 向山文也[101][102]
- 矢口桂司[103][104]
- ユアン・クレイグ[5][105][106]